# Cuisinerie
Le mot cuisinerie est relatif à la manière de préparer les plats. Il a des synonymes tels que gastronomie, art culinaire ou plus simplement faire la cuisine. Dans le dictionnaire universel du français et du latin, le mot est rattaché à l'art de la cuisinerie. George Sand, dans son feuilleton publié dans le Progrès Illustré, l'utilise dans une répartie : « Il paraît ! répondit Macabre, et je sais en plus, mon vieux drôle, que tu es l'humble serviteur de cette triple canaille de faux marquis, ton maître en cuisinerie ; mais je m'en gausse ! »,.
Le centre national des ressources textuelles et lexicales mentionne la première attestation de l'apparition du mot en 1530.